# Свемирски летови
Свемирски летови представљају боравак, путовања или превоз у или кроз свемир. Прелаз између планете Земље и свемира одређен је Кармановом линијом, или замишљеном висином (око 100 km) коју је Међународна ваздухопловна федерација (ФАИ) (енгл. Fédération Aéronautique Internationale, FAI) прихватила као границу која се обично користи за дефинисање разграничења између Земљине атмосфере и свемира. Изнад ове линије може се говорити о боравку или лету у свемир.
Свемирски летови могу бити са људском посадом или без ње. Пример свемирских летова са људском посадом су руски Сојуз програм, и амерички Спејс шатл програм, као и Међународна свемирска станица. Примери свемирских летова без људске посаде су комуникациони сателити. Њима се управља телероботичком контролом или су у потпуности аутономне.
Свемирски летови се користе у циљу истраживања свемира и у комерцијалне активности попут свемирског туризма и за телекомуникације. Користе се и у некомерцијалне сврхе попут надгледања свемира или надгледања и праћења активности на Земљи.
Развојем свемирских летелица бави се астронаутика. Свемирски летови почињу лансирањем ракете, која омогућава почетно одвајање и превазилажење силе гравитације којим се свемирска летелица одваја од површине Земље. Када дође у свемир, кретање свемирске летелице проучава астродинамика.

## Историја
Први реалистичан предлог свемирског путовања дао је Константин Циолковски. Његов чувени рад, Истраживање космичког простора реактивним уређајем (рус. Исследование мировых пространств реактивными приборами), објављен 1903. године, био је веома утицајан изван Русије.
Свемирски летови постали су могући са инжењерске тачке гледишта када је Роберт Годард 1919. године објавио рад „Метода постизања екстремних висина“ (енгл. A Method of Reaching Extreme Altitudes), у којем је решио проблем енергије применом де Лавалове млазнице коришћењем течног горива којима су омогућена интерпланетарна путовања. Такође је у својој лабораторији доказао да ракете могу да раде у вакууму свемира, што је тада била велика мистерија. Овај рад је био веома утицајан на Хермана Оберта и Вернера фон Брауна, који су касније били кључни играчи у свемирским летовима.
Прва ракета која је досегла свемир на висини од 189 km је била немачка V-2 ракета, током тестирања у јуну 1944. године. Први Спутњик је Совјетски Савез лансирао 4. октобра 1957. године, чиме је послат први вештачки сателит у орбиту Земље. Први свемирски лет са људском посадом је био Восток, 12. априла 1961. године, а први космонаут је био Јуриј Гагарин. Главне архитекте совјетског програма су били Сергеј Корољов и Керим Керимов.
Погон ракетним мотором је још увек стандардно присутан, за достављање терета у орбиту, мада се већ више деценија развијају алтернативни комбиновани рационалнији системи, који би могли да ускоро замене постојеће. У њих спадају комбинације ракетног погона са надзвучно набојномлазним мотором. Овај други, летелицу погони у простору великих висина у атмосфери, до хиперсоничних брзина (око М = 5). Ракетни погон се користи за почетно убрзавање и за лет изван атмосфере до уласка у орбиту. Једна од летелица са таквим погоном је Skylon. Њен први лет је планиран за 2019. годину.
|  |  |  |  |

## Фазе

#### Лансирање
Сваки лет у свемир започиње лансирањем ракете (ракете-носача) из свемирске луке (космодрома). У склопу сваког већег космодрома обично се налази више комплекса за лансирање и лансирних рампи са којих ракете полећу из усправног положаја. Поред ових инсталација, већина њих поседује и дуге писте за полетање и слетање теретних авиона којима се транспортују компоненте свемирских летелица, а понекад и целе летелице, планетарне сонде или комерцијални сателити. Ове писте користе и авиони који превозе космонауте пред летове у свемир. У неколицини случајева користиле су се и за слетање летелица при повратку из свемира, као што је то случај код америчког спејс-шатла и совјетског програма Буран. Космодроми се обично налазе далеко од насељених области због буке, која при полетању ракете достиже преко 200 dB и може да проузрокује озбиљну штету, али пре свега из безбедоносних разлога. Понекад (зависно од ракете, у 0–5% случајева) могуће је да дође до квара на ракети током узлетања и да она скрене са курса. Тада се шаље команда за самоуништење, након које ракета експлодира, а велики делови конструкције ракете падају на земљу и могу да нанесу велику штету. Лансирања интерконтиненталних балистичких ракета (ICBM) спроводе се из посебних инсталација, најчешће војних база које поседују силосе или из великих нуклеарних подморница.
Полетање ракете је обично временски ограничено такозваним „прозорима за лансирање“, који износе од 0 секунди (тренутни) до пар сати или чак више недеља у случају лансирања истраживачких сонди ка планетама. Дужина прозора за лансирање зависи од позиције циљаних небеских тела или орбита у односу на место лансирања. Највећи утицај на дужину тог прозора обично има сама ротација Земље око своје осе. Након лансирања, летелице или сателити обично улазе у орбиту која је лоцирана на површи која заклапа одређени угао у односу на осу ротације Земље, и тај угао је у већини случајева фиксан, мада има и летелица које мењају инклинацију орбите (нпр. шпијунски сателити).
Лансирна рампа је фиксна структура која обезбеђује све неопходне услове за лансирање ракета. Основни делови ових конструкција су лансирни торањ и ров за каналисање издувних гасова ракете. Лансирни торањ обезбеђује стабилност ракете која је за њега причвршћена све до неколико секунди пред узлетање, али се кроз њега такође спроводе црева којим се допрема гориво до резервоара ракете, каблови за напајање батерија летелице док је унутар заштитног омотача ракете, а на њима су често и камере преко којих инжењери могу да прате да ли све протиче по плану. Висина лансирног торња и његови габарити зависе од ракете коју опслужује, и креће се од пар десетина метара за мање ракете до преко 110 m за највеће, попут ракета Сатурн V (САД) и Н–1 (СССР). Ров за каналисање издувних гасова у ствари има главни задатак да што брже одведе акустичну енергију и вибрације које при полетању стварају ракетни мотори. Поједини ровови се у тренутку узлетања пуне великим количинама воде која додатно пригушује акустичну енергију. У непосредној близини лансирне рампе налази се опрема помоћу које се ракета подиже у вертикалан положај, пумпе и резервоари за складиштење ракетног горива, а понегде и високи водоторњеви за акумулацију велике количине воде која се за само пар секунди под великим притиском упумпа у ров испод ракете која узлеће са лансирне рампе.

#### Досезање свемира
Најчешће коришћена дефиниција границе од које почиње свемир јесте Карманова линија – 100 km изнад површине Земље. Поређења ради, путнички авиони лете на висинама од 10–13 km, војни ловачки авиони око 20 km, а шпијунски авиони попут Локид SR-71 око 26 km. Америчка летелица на ракетни погон X-15 је током експерименталних летова 1960-их достизала надморску висину и до 107 km, на самој ивици свемира, и притом се кретала брзином од око 7.200 km/h. Током тих експерименталних летова прикупљени су подаци који су касније коришћени приликом израде капсула за летове у свемир са људском посадом. Висински и брзински рекорди које је ова летелица поставила још нису одобрени.
Ракете-носачи су тренутно једина практична средства за достизање свемира. Конвенционални млазни мотори које данас користи већина авиона не могу се користити за лет у свемир, јер не могу радити без дотока велике количине кисеоника који је неопходан за сагоревање горива. Ракетни мотори сагоревају гориво великом брзином и тиме производе потисак који обезбеђује довољну промену брзине (ΔV) за достизање орбите. Погонски системи, зависно од области којој су намењени, могу бити:
- Потрошни лансирни системи

- Једностепени лансирни системи за директно лансирање у орбиту
- Једностепени лансирни системи за лансирање до „Небеске куке“ (енгл. Skyhook)

Код ракета које превозе људску посаду уграђују се додатни ракетни системи који у случају нужде током полетања одвајају посаду од остатка ракете, након чега се капсула са космонаутима безбедно приземљује. Ови ракетни системи производе велики потисак, јер је потребно да у делићу секунде одвоје капсулу која тежи више тона далеко од ракете. На пример, овакав ракетни систем који је развијен за будући амерички свемирски брод Орион има већи потисак од ракете Атлас 109-D којом је Џон Глен 1962. године лансиран у свемир.

##### Алтернативни концепти досезања свемира
Од када су летови у свемир престали да буду само тема научнофантастичних филмова и књига, односно од када је почело озбиљно да се ради на ракетама у првој половини 20. века, предложен је велики број начина за досезање свемира без употребе ракета-носача. У те начине се убраја идеја о употреби свемирског елеватора (лифта) и ротоватора, који би били направљени од нових материјала много чвршћих од било ког данас доступног. Један концепт орбиталног конопца (или ланца) који је могуће изградити користећи данас доступне материјале и технологију познат је под називом неротирајућа небеска кука (енгл. Non-rotating Skyhook). Електромагнетски лансери попут лансирних петљи су такође оствариви коришћењем данашњих технологија. У остале идеје спадају летелице/свемирски авиони потпомогнути ракетама (попут концепта енгл. Reaction Engines Skylon), свемирски авиони погоњени набојномлазним моторима или погонским системом базираним на комбинованом циклусу (енгл. Rocket-based combined cycle). Лансирање терета који је мање осетљив на велика убрзања (велике g силе) могао би да се обавља испаљивањем из великих хаубица, које би морале да буду далеко веће од највећих хаубица коришћених током ратова.

#### Напуштање орбите
Да би се неки објекат лансирао ка Месецу или другим планетама није неопходно да он прво уђе у орбиту око Земље. Многе руске свемирске летелице успевале су да постигну веома велику орбиталну висину без уласка у кружну орбиту. НАСА је првобитно разматрала да капсулу Аполо лансира путањом која води право на Месец, али је касније ипак усвојена другачија стратегија – капсула је прво лансирана у привремену ниску орбиту око Земље, такозвану паркинг орбиту, а затим је поново паљен мотор трећег степена ракете Сатурн V након чега је летелица била на трајекторији ка Месецу. Одлука да се летелица прво стави у паркинг орбиту значила је да ће се потрошити већа количина горива јер је перигеј ове орбите морао бити довољно велики да летелица не уђе поново у атмосферу. С друге стране, у случају лансирања у директну трајекторију ка Месецу, мотор трећег степена ракете се пали само једном и по његовом гашењу овај степен ракете се одбацује а летелица наставља ка свом одредишту.
Међутим, и поред тога што се трошило више ракетног горива, коришћење паркинг орбите је умногоме упростило планирање мисија пројекта Аполо, нарочито у неколико кључних детаља. Значајно су продужени прозори за лансирање, па је тако лансирање могло успешно да се спроведе чак и ако дође до неких ситних техничких проблема током одбројавања (одбројавање се заустављало док се проблем не реши, након чега би се наставило). У случају лансирања у директну трајекторију ка Месецу постојао би само један и то тренутни прозор за лансирање сваког дана. Паркинг орбита је представљала чврсту основу контролорима мисије, током тих пар сати могли су да провере стање посаде и интегритет командног и лунарног модула након великих напрезања током лансирања, како би били сигурни да сви системи раде исправно пред одлазак на Месец. Да је током тих провера откривен било какав квар, посада је могла брзо да се врати на Земљу или да коригује своју орбиту и остане дуже у Ниској Земљиној орбити. Уласком у паркинг орбиту су се могле изабрати оне транслунарне трајекторије којима су се избегавале области са најгушћом радијацијом у Ван Аленовим појасима.
Мисије пројекта Аполо минимизовале су губитак перформанси који се јављао уласком у паркинг орбиту тиме што је орбитална висина током те орбите била изузетно ниска. На пример, током мисије Аполо 15 висина паркинг орбите била је изузетно мала, чак и по стандардима пројекта Аполо – 171x169 km. На овим висинама и даље се могао приметити мали утицај отпора ваздуха који је током дужег временског периода могао да успори летелицу и смањи јој орбиталну висину. Међутим, инжењери су овај проблем делимично решили тако што су послали команду да се непрекидно испушта мала количина водоника из резервоара трећег степена ракете Сатурн V. Ово је ублажило утицај атмосферског отпора, иако је летелица проводила само неколико сати у тим условима па је тај утицај могао да се толерише.
Роботизоване мисије не морају да поседују могућност прекида током лансирања и није неопходно да избегну области са већом радијацијом. Поред тога, данашње ракете-носачи су далеко напредније од оних из друге половине 20. века (које су се често квариле и биле непоуздане), и скоро увек испоштују тренутне прозоре за лансирање. Овим се постиже да истраживачке сонде ка Месецу или другим планетама буду лансиране у директне трајекторије ка свом одредишту, чиме се максимизују перформансе ракете и може се лансирати сонда веће масе. При лансирању појединих сонди долази до кратког гашења ракетног мотора и у том периоду се летелица креће по инерцији (без погона), али се пре уласка у паркинг орбиту мотор поново пали и сонда достиже брзину ослобађања која је неопходна за напуштање гравитационог поља Земље.
Треба напоменути да брзина ослобађања (друга космичка брзина) неког небеског тела опада са порастом надморске висине изнад површине тог тела. Међутим, ефикасност летелице је боља уколико мотори сагоревају своје гориво што ближе површини небеског тела (за више детаља погледати чланак Обертов ефекат и референцу). Ово је још један начин да се објасни губитак перформанси уколико летелица прво улази у безбедну паркинг орбиту, а онда наставља ка свом циљу.
Предложени планови за будуће међупланетарне летове са људском посадом већином укључују састављање свемирског брода у НЗО из више делова који ће бити лансирани одвојеним ракетама (попут Међународне свемирске станице). Након завршетка изградње последњим лансирањем би пристигла посада брода, који би затим палио своју погонску јединицу и напуштао Земљу. У овакве предлоге спадају пројекат Орион агенције НАСА и тандем Клипер/Паром који је предложила Русија. Калифорнијска компанија Спејс екс тренутно ради на развоју пројекта чији је радни назив Транспортер за колонизацију Марса (MCT, енгл. Mars Colonial Transporter). У питању је ракета-носач пречника 10 m, која ће производити потисак између 62–190 MN, и која ће моћи да достави 100 тона корисног терета на површину Марса или да једним лансирањем превезе и до 100 људи до површине црвене планете. Реализација овог пројекта планирана је за средину 2020-их.
У следећој табели су приказане вредности друге и треће космичке брзине за важнија небеска тела у нашем Сунчевом систему:
| Небеско тело | Сунце | Меркур | Венера | Земља | Месец | Марс | Јупитер | Ганимед | Сатурн | Уран | Нептун | Плутон |
| ------------ | ----- | ------ | ------ | ----- | ----- | ---- | ------- | ------- | ------ | ---- | ------ | ------ |
| V2 ()        | 617,5 | 4,3    | 10,3   | 11,2  | 2,4   | 5    | 59,6    | 2,7     | 35,6   | 21,3 | 23,8   | 1,2    |
| V3 ()        | —     | 67,7   | 49,5   | 42,1  | —     | 34,1 | 18,5    | —       | 13,6   | 9,6  | 7,7    | —      |

Из табеле се може видети да друга космичка брзина највише зависи од јачине гравитационог поља небеског тела (односно од његове масе) – највећа је за Сунце а најмања за Плутон, док трећа космичка брзина највише зависи од удаљености небеског тела од Сунца – највећа је за планету Меркур док је најмања за Нептун, која је најудаљенија од Сунца.

#### Астродинамика
Астродинамика, познатија под називом орбитална механика, бави се проучавањем трајекторија свемирских летелица, посебно утицајем гравитационих поља планета и погонских система на њихово кретање кроз свемир. Астродинамика омогућује да летелица стигне на своје одредиште у право време без претеране употребе горива. Зависно од циљева мисије, неким сондама је неопходан орбитални маневарски систем како би одржавале или мењале орбиту око небеског тела.
За одржавање и корекцију орбите могу се поред ракетних мотора и реакционих погона користити и друга решења – соларна једра, магнетна једра, магнетни системи са мехуровима плазме (енгл. plasma-bubble magnetic systems), као и ефекат гравитационе праћке који се успешно користи већ више деценија.

#### Повратак у атмосферу
Летелице које се налазе у орбити поседују велику кинетичку енергију. Та кинетичка енергија се мора „одбацити“ да би летелица безбедно слетела на површину небеског тела, а да притом не сагори при повратку кроз атмосферу. Процес ослобађања типично изискује посебне методе заштите од аеродинамичког загревања. Теорију за повратак летелице кроз атмосферу развио је Хенри Џ. Ален. На основу ове теорије, летелице које се враћају у атмосферу треба да буду „тупог“ облика. Туп облик значи да ће се мање од 1% кинетичке енергије пренети на летелицу преко топлотне енергије, док ће већина те енергије бити расута у атмосферу.

#### Слетање
Меркјури, Џемини и Аполо капсуле са астронаутима су слетале у океан. Ове капсуле су биле конструисане тако да падају релативно малом брзином пред слетање на воду. Руске капсуле Сојуз поред падобрана користе мале ракете за приземљење, јер се капсула типично приземљује на копно. У случају да дође до неког квара и капсула скрене с курса, Аполо је могао да се приземљи и на копно, уз мања оштећења, али би посада сигурно преживела.
Исто важи и за слетање капсуле Сојуз на воду – капсула је водонепропусна и опремљена је посебним оделима која космонаути обуку и у њима могу преживети више сати и у најхладнијим водама океана. Орбитер спејс-шатла и руски Буран су били конструисани тако да имају облик налик авиону, па су се по уласку у атмосферу понашали као једрилице и слетали на дуге писте при брзинама двоструко већим од комерцијалних авиона. У оваквим летелицама посада је имала далеко удобнију вожњу при повратку на Земљу, јер су се јављале мање g силе.
Од свемирских летелица које су у развоју већина има облик капсуле (Драгон, Орион, ППТС, CST-100), док само један има облик авиона – Дрим чејсер (енгл. Dream chaser). Занимљиво је да су скоро све капсуле у развоју веће од ранијих капсула Аполо и Сојуз, и имају различите начине приземљења – Орион користи падобране за слетање на воду, Драгон и ППТС имају ракете за меко слетање на копно, док CST-100 користи падобране али се приземљује на тло уз коришћење ваздушних јастука.
С друге стране, Дрим чејсер је много мањих габарита од шатла и Бурана, и конструисан је само за превоз посаде до МСС, уз мању количину терета. Облик капсуле боље подноси велика напрезања и температуре које се јављају при повратку са Месеца или других планета, па су све водеће свемирске агенције одлучиле да будуће свемирске летелице имају тај облик.

#### Након слетања
Одмах по успешном приземљењу летелица, њена посада и терет који превози могу се покупити. У појединим случајевима летелице су „хватане“ и пре слетања, док су још падале кроз атмосферу уз помоћ па
добрана, авионима који су били опремљени посебно конструисаним кукама којима су качили падобране. Ова техника хватања летелица у ваздуху коришћена је при скупљању канистера са филмовима америчких шпијунских сателита Корона.

## Типови

#### Свемирски летови са људском посадом
| Орбитални летови са људском посадом |          |                |
| Назив                               | Први лет | Број лансирања |
| Восток                              | 1961.    | 6              |
| Меркјури                            | 1962.    | 4              |
| Восход                              | 1964.    | 2              |
| Џемини                              | 1965.    | 10             |
| Сојуз                               | 1967.    | 145            |
| Аполо/Скајлаб                       | 1968.    | 15             |
| Спејс-шатл                          | 1981.    | 135            |
| Шензу                               | 2003.    | 5              |

Свемирски летови са људском посадом подразумевају путовање у свемир летелица које превозе људе. Када летелица има људску посаду могуће је њом управљати директно, док роботизованим истраживачким сондама људи управљају са Земље слањем инструкција путем радио-таласа или сонде поседују у својој меморији сет инструкција које аутоматски извршавају.
Људи су континуирано у свемиру већ више од 15 година на Међународној свемирској станици која се налази у ниској Земљиној орбити. Први лет у свемир са људском посадом лансирао је Совјетски Савез 12. априла 1961. године, а у капсули Восток-1 је седео космонаут Јуриј Гагарин – први човек у свемиру. Он је направио једну пуну орбиту око Земље и након тога се безбедно вратио кроз атмосферу и приземљио се. Сједињене Америчке Државе пратиле су овај подвиг лансирањем астронаута Алана Шепарда у суборбиталну путању 5. маја 1961. године, летелицом Фридом 7, која је била део пројекта Меркјури. Први орбитални лет у свемир САД су спровеле 20. фебруара 1962. године, када је Џон Глен лансиран летелицом Френдшип 7.
Валентина Терешкова постала је прва жена у свемиру када је полетела летелицом Восток-6, 16. јуна 1963. године. Прва Американка у свемиру је Сели Рајд, која је полетела спејс-шатлом 1983. године. Први човек који је изашао у отворени свемир („шетао свемиром“) је Алексеј Леонов, 8. марта 1965. године, док је прва жена која је шетала свемиром Рускиња Светлана Савицкаја, 25. јула 1984. године.
Кина је трећа земља која је спровела лет у свемир са људском посадом. Тајконаут Јанг Ливеј лансиран је у свемир 15. октобра 2003. године летелицом Шензу 5. Прва Кинескиња у свемиру је Лиу Јанг која је полетела у јуну 2012. године летелицом Шензу 9.
Земље Европске уније и Јапан су такође имале планове за лет људи у свемир, алу су након више година развоја свемирских летелица одустале од ових пројеката. Први кинески свемирски брод, назван Шугуанг, такође није до краја развијен због технолошких препрека.
Најудаљенија дестинација коју је посетила свемирска мисија са људском посадом за сада је Месец. Једине мисије које су успешно одвеле људе на Месец спровела је агенција НАСА током пројекта Аполо. Прва таква мисија била је Аполо 8, али је током ње летелица само ушла у орбиту око Месеца и није слетела на површину. Прво слетање се догодило током мисије Аполо 11, 20. јула 1969. године, када су астронаути Нил Армстронг и Баз Олдрин постали први људи који су крочили на површину Месеца. Мисију Аполо 11 пратило је још пет успешних слетања, до Апола 17, са изузетком мисије Аполо 13. Свеукупно 12 људи је шетало по површини Месеца, и они су за сада једини представници људске расе који су крочили на друго небеско тело. СССР је отказао програм за слање људи на Месец 1974. године када је Валентин Глушко постављен за директора НПО Енергија, и тада је покренут развој свемирских станица за боравак људи у НЗО.
Рус Валериј Пољаков држи рекорд по времену проведеном у свемиру током једне мисије. Он је полетео 8. јануара 1994. године, а вратио се на Земљу тек 22. марта 1995. године – у свемиру је провео 437 дана 17 сати 58 минута и 16 секунди. По укупном времену проведеном у свемиру рекордер је такође Рус Сергеј Крикаљов. Он је током шет летова укупно акумулирао 803 дана 9 часова и 42 минута у свемиру. Најдужи период континуалног боравка људи у свемиру је преко 13 година на Међународној свемирској станици, и та бројка се сваког дана увећава. Претходни рекорд износио је скоро 10 година (3.634 дана) који је постављен на свемирској станици Мир, од 5. септембра 1989. до 28. августа 1999. године.
Почевши од 1961. године само две државе су развиле средства за лансирање космонаута у свемир – СССР (касније Русија) и САД. Држављани других држава су такође летели у свемир летелицама које су поседовале ове две суперсиле. Први од њих био је Владимир Ремек, Чех, који је полетео совјетском летелицом 2. марта 1978. године. По подацима са краја 2010. године, држављани из 38 различитих држава летели су у свемир на совјетским, америчким, руским и кинеским летелицама.

#### Суборбитални свемирски летови
| Суборбитални летови са људском посадом |          |             |
| Назив                                  | Први лет | Број летова |
| Меркјури                               | 1961.    | 2           |
| X-15                                   | 1962.    | 2           |
| Сојуз 18а, Сојуз T-10-1                | 1975.    | 2           |
| SpaceShipOne                           | 2004.    | 3           |

Код суборбиталног лета у свемир летелица одлази у свемир, а затим се враћа у атмосферу пратећи (углавном) балистичку трајекторију. Ово се углавном дешава због недостатка специфичне орбиталне енергије, и у том случају суборбитални лет траје само неколико минута, али је такође могуће да објекат који поседује довољно специфичне енергије за улазак у орбиту буде лансиран путањом која ће се поново пресецати са Земљином атмосфером, понекад и неколико сати након лансирања. Пример је сонда Пионир 1 агенције НАСА која је требало да буде прва летелица која ће стићи до Месеца. Квар током лансирања узроковао је да летелица прати суборбиталну трајекторију до висине од 113.854 km изнад површине Земље, а затим се вратила у атмосферу и изгорела 43 сата након полетања.
Трајекторије сличне овој користе се приликом пробних летова свемирских летелица за транспорт људи. Летелица се лансира ракетом у балистичку трајекторију тако да постигне велику надморску висину, а при повратку и уласку у атмосферу, услед великог убрзања, достигне брзине приближне оним које летелица достиже при повратку са Месеца или из дубоког свемира. Ови тестови су веома битни јер се током њих испитује конструкција летелице, начин на који подноси велика напрезања, функционисање свих система за обезбеђивање оптималних услова унутар летелице, као и интегритет топлотног штита који мора поднети температуре од преко 2.500 °C при повратку у атмосферу.
Један овакав лет биће спроведен крајем 2014. године – агенција НАСА тестираће свој нови свемирски брод Орион. Због велике масе Ориона изабрана је тренутно најмоћнија ракета у арсеналу ракета-носача, а то је Делта IV Хеви. Орион ће бити опремљен стотинама сензора који ће бележити разне параметре током полетања, у свемиру и при повратку у атмосферу, све до слетања у воде Пацифика, неколико стотина километара западно од обала Калифорније. Током овог лета капсула ће достићи орбиталну висину од 5.800 km, а при повратку брзина капсуле износиће око 30.000 km/h (око 30 маха), док ће топлотни штит морати да издржи температуру од преко 2.200 °C.
Најчешће се за границу свемира узима Карманова линија, 100 km изнад површине мора. У јавности је мање познато да повећање потенцијалне енергије потребно да се пређе Карманова линија износи само око 3% орбиталне енергије (потенцијалне+кинетичке енергије) неопходне за достизање најниже могуће орбите око Земље (кружне орбите непосредно изнад Карманове линије). Простије речено, далеко је лакше досегнути свемир него остати у свемиру.
Цивилни тим за истраживање свемира (енгл. Civilian Space eXploration Team) је 17. маја 2004. године лансирао GoFast ракету у суборбиталну путању и тиме су начинили први комерцијални свемирски лет. Касније исте године, 21. јуна, летелица SpaceShipOne употребљена је за први свемирски лет са људском посадом који је приватно финансиран (новац је обезбедио Ричард Бренсон).

#### Суборбитални летови од тачке до тачке
Суборбитални свемирски летови од тачке до тачке (енгл. point-to-point) су категорија свемирских летова приликом којих летелица користи суборбиталну путању за превоз путника или робе између две веома удаљене тачке на Земљи. Употребом ове врсте транспорта би се лет од Лондона до Сиднеја, популарна Кенгурска рута, са садашњих преко 20 сати скратио на свега два сата. Тренутно ниједна компанија или државна агенција нема у понуди ову врсту летова. Међутим Virgin Galactic има планове да развије летелицу SpaceShipThree, која ће у догледној будућности моћи да пружи овакве услуге.
Суборбитални свемирски летови који преваљују интерконтиненталне удаљености изискују да летелица развије брзину која је само мало мања од орбиталне брзине неопходне за улазак у ниску Земљину орбиту. Уколико се за достизање ове брзине користи ракета, величина ракете у односу на летелицу је слична као код интерконтиненталне балистичке ракете. Сваки интерконтинентални свемирски лет мора решити проблеме загревања при повратку у атмосферу, који су приближни онима који се сусрећу при повратку летелица у атмосферу из орбите.

#### Орбитални свемирски летови
Орбитални свемирски летови (или само орбитални летови) су свемирски летови током којих се нека летелица лансира у такву трајекторију да ће остати у свемиру током макар једне орбите око неког небеског тела. Да би се постигао орбитални лет око Земље, летелица се мора кретати трајекторијом која има орбитални перигеј (надморску висину у најнижој тачки орбиталне путање) изнад 100 km, што је у већини земаља прихваћено као граница свемира. Да би се остало у орбити на овој висини потребно је да летелица постигне брзину од приближно 7,8 km/s. Орбитална брзина је мања за више орбите, али је потребна већа промена брзине (ΔV) како би се оне досегле.
Израз орбитални свемирски летови углавном се користи како би се направила разлика између орбиталних и суборбиталних летова. Приликом суборбиталних летова летелица у апогеју достиже свемир, али јој је перигеј мали, тако да не улази у орбиту.
Прва летелица која је постигла орбитални лет био је Спутњик 1, лансиран 4. октобра 1957. године од стране Совјетског Савеза. Прва летелица са људском посадом која је ушла у орбиту око Земље био је Восток 1, лансиран 12. априла 1961. године са космонаутом Јуријем Гагарином.

#### Међупланетарни летови
Међупланетарни летови су летови између планета или других небеских тела која се налазе унутар једног планетарног система. У пракси се овај израз најчешће користи за путовање између планета у оквиру нашег Сунчевог система.
Свемирске сонде, којима се даљински управља слањем инструкција преко радио–везе, обишле су све планете Сунчевог система, од Меркура до Нептуна. Уз то, сонда Нови хоризонти је тренутно на путу ка патуљастој планети Плутон, док се сонда Зора (енгл. Dawn) након изучавања Весте, упутила ка највећем небеском телу у главном астероидном појасу – Церери. Најудаљенија свемирска сонда упућена на истраживачку мисију ка планетама је Војаџер 1, и она је 25. августа 2012. године напустила Сунчев систем, док су сонде Војаџер 2, Пионир 10 и 11 такође на путу да га напусте. Сонда Нови хоризонти је лансирана већом почетном брзином са Земље, али, за разлику од сонди Војаџер, није имала ниједан гравитациони маневар (блиски сусрет са планетама) који би јој саопштио додатно убрзање, тако да никада неће моћи да их престигне.
Орбитери (сонде које уђу у ниску орбиту око неког небеског тела како би га детаљно изучиле) и лендери (сонде које слете на површину небеског тела) генерално прикупљају већу количину података бољег квалитета од сонди које само пролете поред неког небеског тела. Свемирске сонде су послате у орбиту око свих пет планета које су биле познате античком свету: око Марса (Маринер 9, 1971. године), затим Венере (Венера-9, 1975. године; мада су слетања на површину ове планете и постављање балона у њену атмосферу извршена и раније), Јупитера (Галилео, 1995. године), Сатурна (Касини-Хајгенс, 2004. године), и скорије око Меркура (MESSENGER, 2011. године). Све ове сонде вратиле су велику количину података о посећеним небеским телима и о њиховим природним сателитима.
Мисија NEAR Шумејкер је 2000. године ушла у орбиту око астероида 433 Ерос, а након завршене примарне мисије изучавања из орбите, сонда је чак успела и да слети на површину овог астероида, иако она за тај маневар није била конструисана. Јапанска сонда са јонским погоном Хајабуса је 2005. године такође ушла у орбиту око астероида 25143 Итокава, након чега је на кратко слетела на његову површину и прикупила узорке прашине коју је затим успешно вратила на Земљу. Још једна амбициозна мисија са јонским погоном је Зора агенције НАСА. Она је провела 14 месеци у орбити око Весте, прикупљајући податке о њеним површинским одликама и унутрашњој структури. Након завршетка тог сегмента мисије, сонда је поново упалила свој мотор и упутила се ка Церери, коју ће изучити на исти начин. Овим ће сонда Зора постати прва свемирска летелица која је током једне мисије посетила и детаљно из орбите изучила два различита небеска тела.
Лендери, којима се инструкције шаљу радио–везом са Земље, су слетели на више небеских тела. Викинг, Патфајндер, Ровери за истраживање Марса и Кјуриосити слетели су на површину Марса. Неколико сонди програма Венера и Вега слетеле су на негостољубиву површину Венере. Сонда Хајгенс успешно је слетела на површину Сатурновог месеца Титана.
До данас ниједна летелица са људском посадом није лансирана ка некој од планета Сунчевог система. Пројекат Аполо агенције НАСА успешно је превезао 12 људи на површину Месеца, и безбедно их вратио на Земљу. Исту намеру је имао и СССР, али је тај пројекат прекинут након што су САД прве стигле на Месец. НАСА је 1970-их активно развијала планове за слање људи ка Венери користећи технологије развијене за лет на Месец, али се од тог пројекта одустало због драстичног смањења буџета за летове у свемир по окончању свемирске трке. Мисија би имала сличну конфигурацију као Аполо 8.
Тренутно неколико земаља има планове да пошаље летелице са људском посадом у дубоки свемир (изван НЗО). САД планирају да пошаљу астронауте до астероида током 2020-их, а затим и ка Марсу током 2030-их. Русија планира слање космонаута на Месец током 2020-их и ка Марсу пре 2040-их, а сличне планове има и Кина. Постоје и неки приватно финансирани пројекти који укључују слање људи на Марс и оснивање људске колоније на овој планети – Mars One (2020-их) и MCT (2020-их–2030-их).

#### Међузвездано путовање
Међузвездано путовање је путовање летелица са људском посадом, или без ње, између звезда. Међузвездана путовања су концептуално далеко тежа од међупланетарних летова: удаљеност између планета унутар Сунчевог система се најчешће изражава у астрономским јединицама (АЈ; Сунце – Земља = 1 АЈ; Земља – Нептун = 29 АЈ), док удаљеност између звезда износи више стотина хиљада, или чак више милиона АЈ, и обично се изражава у светлосним годинама. Ово значи да би се за путовање од једне до друге звезде захтевало развијање веома велике брзине (макар неколико процената брзине светлости) и трајало веома дуг временски период (више година или чак миленијума, зависно од брзине летелице). Методи погона данашњих свемирских летелица ни приближно не могу развити овакве брзине.
Од пет свемирских сонди које се налазе на трајекторији која их води изван Сунчевог система, сонда Војаџер 1 је најбржа и најудаљенија. Ова сонда тренутно је удаљена преко 127 АЈ од Земље и прелази 3,6 АЈ годишње. Ради поређења, Проксима Кентаури, звезда најближа Земљи после Сунца, удаљена је 267.000 АЈ. Сонди Војаџер 1 ће бити потребно 74.000 година да покрије ово огромно растојање. Укључивање другачијих метода погона, попут нуклеарног пулсног погона, у конструкцију будућих летелица вероватно ће омогућити да се до других звезда стигне значајно брже.
Велики број различитих концепата се појавио у литератури, почевши са писањима пионира аеронаутике – Константина Циолковског, Роберт Ено–Пелтрија и Роберта Хачинса Годарда. За међузвездана путовања, било да су са људском посадом или без ње, није потребан било какав значајан пробој на пољу физике, али је потребно ухватити се у коштац са великим изазовима везаним за развој нових погонских технологија и потребно је обезбедити значајна финансијска улагања. НАСА, ФКА, ЕСА и друге свемирске агенције раде на истраживањима у овим областима већ више деценија, и акумулирале су велики број теоретских решења за дате проблеме.
Једна од могућности којом би међузвездано путовање људи било могуће је да се искористи временска дилатација. Људи унутар летелице која се креће веома великом брзином би могли да отпутују даље у будућност, а да притом веома мало остаре. Ово је могуће јер при кретању великом брзином (блиској брзини светлости) време унутар летелице протиче спорије него у околном простору. Међутим, постизање тако велике брзине и даље изискује развој неког новог, далеко напреднијег погона летелице.

#### Међугалактичко путовање
Међугалактичко путовање је путовање свемиром између галаксија. Због огромних удаљености између наше галаксије, Млечног пута, и чак и њој најближе галаксије – стотине хиљада или чак милиони светлосни година – било какво међугалактичко путовање било би далеко захтевније са технолошке тачке гледишта чак и од међузвезданог путовања. Удаљености између галаксија су у просеку милион пута веће од удаљености између звезда. Технологија потребна за путовање између галаксија је тренутно далеко ван домашаја човечанства, и у домену је спекулација, хипотеза и научне фантастике.
Међутим, научно гледано, препреке за путовање између галаксија не постоје. Заправо, тренутно постоји неколико могућих метода за остваривање оваквог путовања које су, макар теоретски, изводљиве. До данас се веома мали број људи озбиљно позабавио могућностима путовања између галаксија и решавањем тог проблема.

## Свемирске летелице и лансирни системи
Свемирска летелица је летелица, возило или машина конструисана за лет у или кроз свемир. Свемирске летелице се користе у разне сврхе, међу којима су комуникација, надгледање Земље, метеорологија, навигација, истраживање других планета, астрономија и превоз људи и терета кроз свемир.
Током суборбиталног лета у свемир, свемирске летелице одлазе у свемир и одмах се враћају на површину Земље, а да притом нису ушле у орбиту. При орбиталном лету свемирске летелице улазе у затворену орбиталну путању око Земље или неког другог небеског тела. Свемирске летелице намењене за транспорт људи превозе људску посаду од лансирања са Земље до орбите или само у орбити (у случају свемирских станица), док роботизоване свемирске летелице мисију одрађују аутономно или су даљински управљане са Земље путем радио–везе. Роботске свемирске летелице којима се врши научно истраживање у свемиру називају се свемирске сонде. Роботске свемирске летелице које остану у орбити око неког небеског тела називају се вештачки сателити или орбитери. За сада је лансирано само неколико међузвезданих сонди – Пионир 10 и 11, Војаџер 1 и 2, и скорије Нови хоризонти, и ове сонде се налазе на трајекторији која ће их одвести ван Сунчевог система.
Орбиталне свемирске летелице се након лета могу покупити или не. По начину на који се враћају у атмосферу могу се поделити на свемирске капсуле и свемирске авионе (који изгледом подсећају на обичне авионе). Пример капсуле је руски Сојуз, или амерички Аполо, док су пример свемирског авиона спејс-шатл и Буран.
Тренутна технологија омогућује човечанству да лети у свемир, али само 24 земље света поседују технологију за летове у дубоки свемир: Русија (ФКА, Руске свемирске снаге), Сједињене Америчке Државе (НАСА, АРВ и неколико приватних компанија које се баве свемирским летовима), земље чланице ЕСА (њих 20), Кина (КНСА), Јапан (JAXA) и Индија (ИСИО).
Као прва права свемирска летелица понекад се наводи Лунарни модул пројекта Аполо, јер је он био наменски конструисан за превоз и боравак људи у свемиру, и био је карактеристичан по свом неаеродинамичком облику (јер се никада није кретао кроз атмосферу).

#### Погон свемирских летелица
Под погоном свемирских летелица се подразумева било који метод за убрзавање свемирских летелица или вештачких сателита. Временом је развијен велики број различитих метода погона. Сваки од тих метода има своје предности и мане, и константно се ради на развоју нових, бољих и ефикаснијих метода погона. Међутим, већина данашњих свемирских летелица је погоњена избацивањем гасова са задњег дела летелице веома великом брзином кроз де Лавалову млазницу. Овај тип мотора назива се ракетни мотор.
Све свемирске летелице које су тренутно у употреби користе хемијске ракетне моторе (више различитих течних горива или чврсто гориво) за лансирање, мада неке користе млазне моторе као први степен полетања ракете (Пегаз или SpaceShipOne/SpaceShipTwo). Већина вештачких сателита опремљена је простим, поузданим хемијским реакционим погонима (најчешће са једном врстом погонског горива), или Resistojet ракетама за одржавање орбиталне висине, док неки користе моментне (инерционе) точкове за одржавање оријентације у свемиру. Вештачки сателити развијени у бившем Совјетском Савезу пре више деценија користили су електрични погон, док су у скорије време и сателити конструисани на западу опремљени овом технологијом за одржавање орбиталне висине или за њено повећање. Међупланетарне истраживачке сонде већином користе хемијске ракетне моторе, мада су неке мисије искористиле јонски погон и погон на принипу Халовог ефекта (две врсте електричног погона), који су се показали као веома корисни и далеко ефикаснији приликом мисија које трају више година и морају да превале велика међупланетарна растојања.

#### Потрошни лансирни системи
Потрошни лансирни систем је систем који користи потрошну ракету-носач за лансирање терета у свемир. Ракете–носачи које се користе у потрошним лансирним системима конструисане су тако да се користе само за једно лансирање (па отуда назив „потрошни“, јер се „потроше“ након само једног лансирања), и компоненте ових ракета се не скупљају по лансирању како би се поново користиле. Ракета се обично састоји из више сегмената (степени), сваки од њих има засебан погонски ракетни мотор, резервоаре са горивом и авионику, и они се један по један одбацују приликом узлетања док ракета постиже све већу брзину и надморску висину. Потрошне ракете–носачи се конструкционо разликују од вишекратних лансирних система, код којих се део ракете или цела ракета након лансирања скупљају, рестаурирају и поново користе у наредним лансирањима. На први поглед се чини да се оваквим вишекратним коришћењем компоненти ракета обара цена лансирања, али то не мора увек бити истина. У пракси, на пример, цена једног лансирања спејс-шатла (који је био делом вишекратно коришћен систем) била је 3–5 пута већа од потрошних ракета попут Атлас V и Делта IV.
Многе потрошне орбиталне ракете–носачи су деривативи балистичких ракета из 1950-их. Сматра се да то није баш најсрећније решење јер приликом развоја тих балистичких ракета у првом плану није била цена лансирања. Најбољи пример за ово је ракета Титан IV, пензионисана 2005. године, која је имала највишу цену лансирања по јединици масе терета од свих ракета-носача икада (скупљи је био само спејс-шатл, али је он увек летео са људском посадом). С друге стране, лансирни систем који се вишекратно користи, попут спејс-шатла, захтева робуснију конструкцију летелице и системе за повратак у атмосферу и слетање (крила, топлотни штит, точкови и др.) чиме се умањује маса корисног терета који се може доставити у орбиту. Додатно, шатл је превозио најчешће седам чланова посаде, чија је маса, заједно са потребним намирницама и системима одржавања услова за живот, додатно умањивала масу корисног терета.
| Сједињене Америчке Државе | Русија | Европска унија | Сједињене Америчке Државе |

| Русија | Јапан | Кина | Сједињене Америчке Државе |

Тренутно се већина сателита и других свемирских летелица лансира потрошним ракетама. Сматра се да оне имају веома мали ризик од неуспеха, потребно је релативно мало времена да се произведу и лансирају и релативно су јефтине. Међутим, компанија Спејс екс активно ради на изменама своје ракете Фалкон 9, која је већ постигла велики успех и као потрошни систем, како би се бар њен први степен (који садржи девет Мерлин ракетних мотора и велике резервоаре за гориво, па самим тим и највише кошта при изради ракете) вишекратно користио. Циљ је да први степен, по одвајању од другог степена, поново упали моторе и уз помоћ ножица (које су савијене током лансирања због аеродинамике) се приземљи у вертикалном положају недалеко од лансирне рампе са које је ракета полетела. Разматра се и вишекратно коришћење другог степена ракете, али пошто он одлази високо у орбиту, далеко је теже вратити га у атмосферу, јер су проблеми исти као при повратку летелица са људском посадом, па би морали да се уграде топлотни штитови, што би значајно утицало на цену и масу овог степена, а самим тим и на перформансе ракете. Оснивач компаније, Илон Маск, нада се да ће по усавршавању ове технологије цена лансирања ракете Фалкон 9 опасти најмање 50%, уз минималан утицај на њене перформансе. Уколико се ово постигне, цена лансирања би износила око 20–30 милиона долара, док друге потрошне ракете сличних перформанси коштају 2–6 пута више. Спејс екс планира да истом технологијом опреми и ракету Фалкон Хеви, која је тренутно у развоју, и која као први степен користи три прва степена ракете Фалкон 9. Ова ракета ће, по свом полетању које је заказано за 2016. Годину, постати најмоћнија ракета у употреби у свету, и моћи ће да достави у орбиту преко 50 тона терета. Једно њено лансирање коштаће око 130 милиона долара, и то без употребе технологије повратка првог степена, што значи да ће та цена можда бити и дупло мања. Као поређење, спејс-шатл, који је био делом вишекратна летелица, могао је да достави у НЗО око 25 тона терета, а једно његово лансирање коштало је скоро милијарду долара, што је скоро десет пута више од ракете Фалкон Хеви.

#### Вишекратни лансирни системи
Прва вишекратна свемирска летелица, X-15, лансирана је из ваздуха (са бомбардера Боинг B-52) у суборбиталну трајекторију 19. јула 1963. године. Прва делом вишекратна орбитална летелица, спејс-шатл, лансирана је од стране САД на двадесету годишњицу Гагариновог лета у свемир, 12. априла 1981. године. Током ере спејс-шатлова изграђено је укупно шест орбитера, од којих су свих шест летели кроз атмосферу, док је њих пет летело у свемир. Орбитер Ентерпрајз коришћен је само за испитивања приласка и слетања, полетео би на леђима модификованог Боинга 747, одвојио се од њега на одређеној висини, а затим као једрилица слетео на писту ВБ Едвардс у Калифорнији. Први орбитер који је полетео у свемир био је Колумбија, а њега су пратили Чаленџер, Дискавери, Атлантис и Ендевор. Ендевор је изграђен као замена за Чаленџер, који је изгубљен у несрећи 1986. Године. Колумбија се распала при повратку у атмосферу у фебруару 2003. године.
Прва аутоматизована делом вишекратна свемирска летелица био је Буран (Снежна олуја), коју је 15. новембра 1988. године лансирао СССР. Након неколико орбита, Буран се вратио у атмосферу и приземљио на писту, а да притом контролори са Земље нису слали никакве команде летелици. Ово је био први и једини лет Бурана. Овај свемирски авион био је конструисан да прими више чланова посаде и доста је личио на амерички спејс-шатл, мада су помоћни ракетни мотори били погоњени течним горивом и потрошни, а главни мотори су били лоцирани на великом резервоару који је чинио кичму система (на америчком шатлу они су се налазили на орбитеру). Због све мањег буџета, а касније и распада Совјетског Савеза, обустављени су планови за наредне летове Бурана и заустављена изградња осталих планираних орбитера (Птичка и Бајкал).
Спејс-шатл је пензионисан 2011. године углавном због застареле технологије и високих трошкова лансирања и одржавања (свако лансирање на крају је коштало око милијарду долара). Задатак превоза људи ће од шатла преузети капсула Орион, која је тренутно у фази испитивања и требало би да уђе у оперативну употребу пре 2020. године. Лансирање гломазног и терета велике масе спроводиће се новом ракетом која ће моћи да достави преко 130 тона терета у НЗО, што је више од легендарне ракете Сатурн V.
SpaceShipOne компаније Scaled Composites био је вишекратни свемирски авион који је пилотиран Мајком Мелвилом и Брајаном Бинијем у два узастопна лета 2004. године освојио Ansari X Prize такмичење. Компанија Spaceship Company изградиће наследника ове летелице SpaceShipTwo. Планирано је да цела флота SS2 летелица под окриљем Virgin Galactic компаније започне приватне свемирске летове који ће превозити свемирске туристе до свемира преко суборбиталне путање. Путници ће бити у бестежинском стању неколико минута, након чега ће се летелица безбедно приземљити на писту свемирске луке у Новом Мексику.
Америчко ратно ваздухопловство је 2010. године први пут ракетом Атлас V лансирало летелицу Боинг X-37, која изгледом подсећа на спејс-шатл, али је далко мањих димензија. Ово је прва летелица после совјетског Бурана која је извела аутономни лет у свемир, с тим што је у орбити остала доста дуже – више од годину дана.

## Изазови

#### Несреће
Све ракете-носачи у себи садрже огромну количину енергије која је потребна да би само један мањи део ракете стигао у орбиту. Стога постоји одређени ризик да се сва ова енергија ослободи прерано и изненада, другим речима да дође до експлозије, са озбиљним последицама. Када је ракета Делта II експлодирала 13 секунди по узлетању са лансирне рампе Свемирског центра Кенеди на Флориди, 17. јануара 1997. године, прозори на радњама удаљеним преко 16 km од места експлозије су попуцали од силине ударног таласа. Инжењери су прорачунали да је ракета Сатурн V у себи имала довољно горива да би, у случају експлозије неколико секунди по узлетању, била ослобођена енергија еквивалентна експлозији омање атомске бомбе.
Свемир је углавном предвидива средина, али опет постоји ризик од изненадног губитка притиска или квара на неком виталном делу опреме, која може бити новоразвијена и недовољно доказана у пракси.
У Холандији је 2004. године основана Међународна асоцијација за унапређење сигурности у свемиру (енгл. International Association for the Advancement of Space Safety) како би се унапредила међународна сарадња и размена научних и техничких достигнућа везаних за сигурносне системе у свемиру.

#### Нулта гравитација
Нулта гравитација, или бестежинско стање, је стање у којем гравитација или сила земљине теже, нема никаквих утицаја, или чије се дејство не осећа у организму живих бића или на предметима. Ово стање је најизраженије иза Карманове линије у свемиру. Дуже излагање организма овом окружењу с временом може изазвати поремећаје; система равнотеже, метаболизма воде, повраћање, губитак мишићне снаге, а по изласку из његовог дејства, и проблеме са стајањем и ходом.
 Зато се изучавањем овог стања и мерама заштите поред агенција за свемирска истраживања бави и ваздухопловнокосмичка медицина.

#### Радиоактивност
Када космонаути напусте атмосферу, долази до све израженије опасности од утицаја радиоактивности из Ван Аленових појасева зрачења, сунчеве светлости и космичког зрачења.
Уколико се космонаути налазе далеко од Земље, у дубоком свемиру, сунчеве бакље могу задати смртоносну дозу зрачења у року од само неколико минута, и расте вероватноћа од појаве рака услед излагања космичком зрачењу на период од 10 година или дуже.

#### Систем одржавања услова за живот
Код летова у свемир са људском посадом, систем одржавања услова за живот је скуп уређаја који својим радом омогућују човеку да преживи у негостољубивим условима који владају у свемиру. НАСА и приватне компаније које се баве свемирским летовима за опис ових система при мисијама са људском посадом користе скраћеницу ECLSS (енгл. Environmental Control and Life Support System). Систем одржавања услова живота обезбеђује доток ваздуха, воду и храну за посаду. Поред тога, мора одржавати одговарајућу телесну температуру космонаута, прихватљив атмосферски притисак на њихова тела и регулише одлагање или рециклажу отпадних материја из организма. Потребно је обезбедити и заштиту космонаута од опасности које владају у свемирском окружењу, попут радиоактивности или микро-метеорида. Компоненте ових система спадају у најбитније делове свемирске летелице, и приликом њихове конструкције се примењују најстрожи сигурносни стандарди.

#### Време у свемиру
Под временом у свемиру подразумевају се променљиви услови који владају у околини Земље и даље у дубоком свемиру. Разликује се од појма времена у атмосфери неког небеског тела јер се бави другачијим феноменима, у које спадају плазма, магнетско поље, радиоактивност и друге материје које постоје у свемирском окружењу. Већином се ови параметри изучавају у околини Земље, јер могу имати утицај на свакодневни живот људи или на здравље и животе космонаута који се налазе у НЗО, али се у неким случајевима истражују и услови унутар целог планетарног система или чак услови који владају у међузвезданом простору. „Време у свемиру описује услове у свемиру који утичу на Земљу и технологију коју су људи развили. Временски услови који на нас утичу су последица понашања Сунца, природе Земљиног магнетског поља, и наше локације унутар Сунчевог система.“
Време у свемиру има значајан утицај на неколико области везаних за истраживање свемира и боравак у њему. Променљиве геомагнетске прилике могу узроковати промене у густини атмосфере и тако утицати на деградацију орбите летелица које се налазе у НЗО. Геомагнетске олује, које настају при повећаној активности на површини Сунца, потенцијална су опасност по свемирске летелице, могу „заслепети“ њихове сензоре или проузроковати кварове на електронским системима. Разумевање услова који владају у свемиру је такође важно код пројектовања штитова и система за одржавање оптималних услова унутар летелица за превоз људи.
Највећи утицај на време у нашем планетарном систему има Сунце. Самим тим током протеклих деценија је у свемир лансиран велики број истраживачких сонди чији је главни задатак био опсервација наше звезде. Свака је истраживала различите аспекте услова који тамо владају. Сонде се такође лансирају у различите орбите, „испред“ и „иза“ Земље, тако да се Сунце посматра из више углова. Поједини метеоролошки сателити који се налазе у орбити око Земље такође поседују сензоре који прате услове у свемиру и активности Сунца. Овако је временом створена мрежа која континуално прати временске услове у свемиру.
Највећу претњу представљају повећана радиоактивност, избацивања короналне масе и сунчеве бакље. Било који од ових догађаја може проузроковати оштећења на сателитима и истраживачким сондама. Због тога се прати активност Сунца из више углова па се у случају сунчеве бакље усмерене ка Марсу могу на време послати команде сондама у његовој орбити да се искључе витални инструменти. Исто важи и за сонде у орбити око осталих планета, мада ефекат слаби са удаљеношћу од Сунца, па су најугроженије терестричке планете. С друге стране, сондама понекад прети опасност од самих планета, попут високе радиоактивности око Јупитера, па сонде имају посебне инструменте којима изучавају те параметре како би их људи што боље разумели. Сонде Војаџер 1 и Војаџер 2 су прве које су искусиле какви временски услови владају у области свемира где почиње да слаби утицај Сунца, и оне ће наставити да шаљу информације о том међузвезданом простору све док им не „пресуши“ нуклеарни извор напајања крајем 2020-их.

#### Утицај на животну средину
Ракете-носачи не спадају у велике загађиваче животне средине. Међутим, неке ракете користе горива која су токсична, док већина њих користи горива која нису неутрална по питању угљеника. Многи ракетни мотори на чврсто гориво садрже хлор у облику перхлората или неких других хемикалија, и ово може проузроковати стварање привремених рупа у озонском омотачу приликом полетања. При повратку летелица у атмосферу такође се стварају нитрати који привремено могу утицати на озонски омотач. Процес производње разних метала, који се користе за конструкцију свих ракета-носача, има велики утицај на околину.
Поред утицаја на атмосферу, свемирски летови имају и велики утицај на свемирско окружење у близини Земље. Постоји могућност да одређена орбита постане неприступачна током више деценија или чак векова уколико дође до експоненцијалног пораста у броју судара орбиталних летелица или сателита (Кеслеров синдром). Због тога се све модерне свемирске летелице (комерцијални сателити, научне сонде, па чак и горњи степени ракета) конструишу тако да по завршетку своје мисије спроведу контролисан улазак у атмосферу где ће изгорети. Тиме се смањује ризик да летелица остане без горива или комуникације са контролом на Земљи, и постане опасност по друге сателите у орбити или по становништво при неконтролисаном повратку у атмосферу.

## Примена
У тренутне и предложене примене свемирских летова и летелица спадају:
- Сателити за надгледање Земље попут шпијунских сателита или метеоролошких сателита
- Истраживање свемира
- Комуникациони сателити
- Сателитска телевизија
- Сателитска навигација (GPS, GLONASS)
- Свемирски туризам
- Заштита Земље од небеских тела која представљају потенцијалну опасност по људе (астероида, комета)
- Колонизација свемира
- Искоришћење рудних богатстава у свемиру (на Месецу или астероидима)
- Трагање за другим облицима живота

Ране свемирске летове су већином финансирале државе и државне агенције (и то оне које су имале велику економску моћ). Међутим, данас већину лансирања окупирају сателити за комуникацију и телевизију чију конструкцију и употребу плаћају приватне компаније из тог сектора, мада су већину ракета-носача ипак развиле државне агенције које се баве свемиром.
Приватни свемирски летови су сектор који се веома брзо развија – то су свемирски летови који не укључују само плаћање тих услуга од стране компанија или богатих појединаца, већ и пружање услуга лансирања од стране приватних компанија које се баве свемирским летовима.